# William Leveson-Gower (4e comte Granville)
William Leveson-Gower (11 juillet 1880 – 25 juin 1953), 4e comte Granville, est un marin et un gouverneur britannique.

## Biographie
Descendant des ducs de Sutherland et des comtes de Strafford, il est le fils de Granville Leveson-Gower (2e comte Granville). Il est cadet de la British Navy. Il sert en Chine et au Cap de Bonne Espérance. Il commande des destroyers avant et pendant la Première Guerre mondiale. Il est aide de camp du roi, en 1929. En 1935, il est nommé vice-amiral. En 1937, il est lieutenant-gouverneur de l'île de Man et gouverneur d'Irlande du Nord.
Il se marie en 1916 à Rose Bowes-Lyon, sœur aînée de la femme du roi George VI du Royaume-Uni, Elizabeth Bowes-Lyon. Ils ont un fils : James Leveson-Gower, marié à Doon Aileen Plunket.

## Sources
- (en) Cet article est partiellement ou en totalité issu de l’article de Wikipédia en anglais intitulé « William Leveson-Gower, 4th Earl Granville » (voir la liste des auteurs).